# ニウアフォオウ空港
ニウアフォオウ空港（英語: Niuafo'ou Airport、(IATA: NFO, ICAO: NFTO)）は、トンガのニウアフォオウ島にある空港。Tonga Airports Limitedによれば、別名ラビニア空港（Lavinia Airport）。トンガ政府によれば、別名マタアホ空港（Mata’aho Airport）。リアル・トンガが国内線を運航しており、ファアモツ国際空港やヴァヴァウ国際空港との間を結んでいる。